# Laurent Gadou
Laurent Gadou, (Mont-real, 18 d'agost de 1912 - ?) fou un ciclista canadenc, que es va especialitzar en les curses de sis dies.

## Palmarès
- 1933
  - 1r als Sis dies de Mont-real (amb Frank Bartell)